# Vodní nádrž Němčice
Vodní nádrž Němčice je představná vodní nádrž v povodí řeky Želivky sloužící k zachycení splavenin přinášených Sedlickým potokem, které by se jinak dostaly do Švihovské nádrže a zhoršovaly tak kvalitu její vody. Tato nádrž se nachází západně od vsi Němčice v okrese Benešov.

## Stavba
Stavba vodního díla na Sedlickém potoce probíhala během let 1975–1980. Hráz vysoká 12,2 m, jejíž délka v koruně činí 165 m, se nachází na jeho 7,5 říčním kilometru, kde zhruba končí vzdutí Švihovské nádrže. Šířka koruny hráze činí 8,5 m. Je po ní vedena silnice III. třídy spojující obce Keblov a Bernartice.

## Vodní režim
Průměrný dlouhodobý roční průtok (Qa) k profilu hráze činí 0,45 m³/s. Stoletá voda zde dosahuje 48,2 m³/s.

## Zajímavost
Zhruba 200 m od hráze překlenuje údolí Sedlického potoka kamenný viadukt zrušené železniční tratě z Trhového Štěpánova do bývalých Dolních Kralovic.

## Využití
Nádrž je využívána ke sportovnímu rybolovu.